# Ľudovít Cvetler
Ľudovít Cvetler (Bernolákovo, 17 settembre 1938) è un ex calciatore cecoslovacco, di ruolo attaccante.

## Caratteristiche tecniche
Era un'ala destra di corporatura esile ma agile, lo contraddistingueva la sua grande velocità.

## Carriera

### Club
Disputò la maggior parte della sua carriera agonistica tra le file del Slovan Bratislava con cui vinse tre Coppe di Cecoslovacchia e la storica Coppa delle Coppe, quest'ultima segnando al primo minuto di gioco nella finale contro il Barcellona. 
Successivamente si trasferì nel Standard Liegi con il quale vinse due campionati belgi.

### Nazionale
Con la nazionale olimpica disputò 7 partite andando per ben due volte a rete, partecipò anche a Tokyo 1964 dove conquistò una medaglia d'argento.
Invece con la nazionale maggiore disputò solamente due gare amichevoli, la prima a Firenze contro l'Italia mentre la seconda, nonché ultima partita, la giocò a Praga contro la Jugoslavia.

## Statistiche

### Cronologia presenze e reti in nazionale
| Cronologia completa delle presenze e delle reti in nazionale ― Cecoslovacchia | Cronologia completa delle presenze e delle reti in nazionale ― Cecoslovacchia | Cronologia completa delle presenze e delle reti in nazionale ― Cecoslovacchia | Cronologia completa delle presenze e delle reti in nazionale ― Cecoslovacchia | Cronologia completa delle presenze e delle reti in nazionale ― Cecoslovacchia | Cronologia completa delle presenze e delle reti in nazionale ― Cecoslovacchia | Cronologia completa delle presenze e delle reti in nazionale ― Cecoslovacchia | Cronologia completa delle presenze e delle reti in nazionale ― Cecoslovacchia |
| Data                                                                          | Città                                                                         | In casa                                                                       | Risultato                                                                     | Ospiti                                                                        | Competizione                                                                  | Reti                                                                          | Note                                                                          |
| ----------------------------------------------------------------------------- | ----------------------------------------------------------------------------- | ----------------------------------------------------------------------------- | ----------------------------------------------------------------------------- | ----------------------------------------------------------------------------- | ----------------------------------------------------------------------------- | ----------------------------------------------------------------------------- | ----------------------------------------------------------------------------- |
| 11-4-1964                                                                     | Firenze                                                                       | Italia                                                                        | 0 – 0                                                                         | Cecoslovacchia                                                                | Amichevole                                                                    | -                                                                             |                                                                               |
| 17-5-1964                                                                     | Praga                                                                         | Cecoslovacchia                                                                | 2 – 3                                                                         | Jugoslavia                                                                    | Amichevole                                                                    | -                                                                             | 46’                                                                           |
| Totale                                                                        |                                                                               | Presenze                                                                      | 2                                                                             |                                                                               | Reti                                                                          | 0                                                                             |                                                                               |

## Palmarès

### Club

#### Competizioni nazionali
- Coppa di Cecoslovacchia: 3

Slovan Bratislava: 1961-1962, 1962-1963, 1967-1968
- Campionato belga: 2

Standard Liegi: 1969-1970, 1970-1971

#### Competizioni internazionali
- Coppa delle Coppe: 1

Slovan Bratislava: 1968-1969
- Coppa Piano Karl Rappan: 1

Slovan Bratislava: 1968

### Nazionale
- Argento olimpico: 1

Tokyo 1964